# Claudia Doumit
Claudia Doumit é uma atriz australiana. Ela interpretou Jiya Marri na série da NBC, Timeless e é mais conhecida por interpretar Farah Karim de Call of Duty: Modern Warfare e Victoria Neuman da série original do Amazon Prime Video The Boys.

## Infância e educação
Claudia Doumit nasceu em 2 de maio de 1992 em Sydney, Austrália. Ela tem ascendência italiana e libanesa. Ela tem um irmão mais velho chamado James.
Doumit estudou no Actors College of Theatre and Television (ACTT) e no The Actors Centre Australia. Embora tenha sido rejeitada pelo Instituto Nacional de Arte Dramática (NIDA) em Kensington, Austrália, ela assistiu a algumas aulas. Ela também fez um programa intensivo de dois anos na Stella Adler Academy of Acting em Los Angeles.

## Carreira
Em 2016, Doumit começou a interpretar o papel de Jiya Marri na série da NBC Timeless. A série foi concluída em 2018.
Em 5 de setembro de 2019, foi anunciado que Doumit foi escalado como Victoria Neuman na segunda temporada da série de super-heróis da Amazon, The Boys, reunindo-a com os colegas ex-alunos da Timeless, Goran Višnjić e Malcolm Barrett, e o showrunner Eric Kripke.
Doumit também apareceu no jogo eletrônico Call of Duty: Modern Warfare de 2019, onde dublou e interpretou Farah Karim.

## Filmografia

### Filme
| Ano  | Título                     | Papel   | Notas |
| ---- | -------------------------- | ------- | ----- |
| 2016 | Losing in Love             | Joey    |       |
| 2017 | Anything                   | April   |       |
| 2018 | Dude                       | Jessica |       |
| 2019 | Where'd You Go, Bernadette | Iris    |       |
| 2019 | Up There                   | Tina    |       |

### Televisão
| Ano          | Título              | Papel           | Notas                                                                        |
| ------------ | ------------------- | --------------- | ---------------------------------------------------------------------------- |
| 2011         | The Hamster Wheel   | Additional Cast | Episódio #1.1                                                                |
| 2014         | Faking It           | Ivy             | Episódio: "Pilot"                                                            |
| 2015         | New Girl            | Bar hottie      | Episódio: "Coming Out"                                                       |
| 2015         | Mike & Molly        | Freedom         | Episódio: "No Kay Morale"                                                    |
| 2014–2016    | Scandal             | Aide            | Papel recorrente, 3 episódios                                                |
| 2016         | Nasty Habits        | Jenny           | Curta-metragem para TV                                                       |
| 2016         | How to Be a Vampire | Party Girl #1   | Papel recorrente, 6 episódios                                                |
| 2017         | Supergirl           | Beth Breen      | Episódio: "Ace Reporter"                                                     |
| 2017         | In the Moment       | Nelly           | Episódio: "That Unspoken Jealousy"                                           |
| 2014, 2017   | Nasty Habits        | Jenny           | 2 episódios                                                                  |
| 2016–2018    | Timeless            | Jiya            | Elenco principal, 28 episódios                                               |
| 2020–present | The Boys            | Victoria Neuman | Papel recorrente (temporada 2), Elenco principal (temporada 3), 12 episódios |
| 2023         | Gen V               | Victoria Neuman | Episódio: "Sick"                                                             |

### On-line
| Ano  | Título                                               | Papel            | Notas                                            |
| ---- | ---------------------------------------------------- | ---------------- | ------------------------------------------------ |
| 2021 | Vought News Network: Seven on 7 with Cameron Coleman | Victoria Neumann | Papel de convidado; websérie promovendo The Boys |

### Jogos eletrônicos
| Ano       | Título                                                    | Papel            | Notas |
| --------- | --------------------------------------------------------- | ---------------- | --- |
| 2015      | Disney Infinity 3.0                                       | Vozes Adicionais | |
| 2019–2020 | Call of Duty: Modern Warfare Call of Duty: Warzone        | Farah Karim      | Protagonista feminina e personagem jogável                                                                      |
| 2021      | Call of Duty: Mobile                                      | Farah Karim      | Personagem jogável na 8ª temporada de 2021: 2º aniversário, também no Battle Pass (temporada 4 2022: Wild Dogs) |
| 2022      | Call of Duty: Modern Warfare II Call of Duty: Warzone 2.0 | Farah Karim      | |
| 2023      | Call of Duty: Modern Warfare III                          | Farah Karim      | |